# Изаак, Александр Давидович
Александр Давидович Изаак (род. 23 января 1967, Орск) — российский математик, первый заместитель директора Математического института имени В. А. Стеклова РАН.

## Биография

Делегация МИАН на праздновании 120-летия И. М. Виноградова в Великих Луках. А. Д. Изаак — четвёртый слева

В 1989 году окончил механико-математический факультет МГУ, в 1992 году аспирантуру там же (кафедра теории функций и функционального анализа, научный руководитель — Б. С. Кашин).
С 1993 года работает в Математическом институте им. В. А. Стеклова Российской академии наук (МИАН), 1993—2003 — сотрудник Информационно-издательского сектора, 2003—2011 — заведующий Сектором компьютерных сетей и информационных технологий, 2011—2013 — заведующий Отделом компьютерных сетей и информационных технологий. С 2012 по 2013 год — учёный секретарь МИАН. С 2015 года — заместитель директора по информационно-издательской деятельности, с 15 июня 2015 года — первый заместитель директора МИАН. Кандидат физико-математических наук (1996), тема диссертации «Поперечники функциональных классов и конечномерных множеств в пространствах со смешанной нормой»
. Работал также в Вычислительном центре им. А. А. Дородницына РАН, в 2010—2013 годах — ведущий научный сотрудник Отдела информационных технологий.
В 1993 году — научный редактор журнала «Успехи математических наук», в 1993—2013 годах — ведущий научный редактор секции «Математические журналы» Академиздатцентра «Наука» РАН.
С 2013 по 2014 год — начальник Отдела координации деятельности учреждений в сфере математических наук и информационных технологий Управления координации и обеспечения деятельности организаций в сфере науки Федерального агентства научных организаций (ФАНО России), с 2014 по 2015 год — заместитель начальника Управления организации научно-издательской и информационной деятельности РАН.

## Научные интересы
Исследования в области теории функций и функционального анализа, информационных систем, электронных библиотек. Один из создателей Общероссийского математического портала.